# Teateråret 1895

## Händelser

### Okänt datum
- Albert Ranft knyter Vasateatern i Stockholm till sitt teaterimperium.

## Årets uppsättningar

### Okänt datum
- Oscar Wildes pjäs En idealisk äkta man (An Ideal Husband) har premiär på Theatre Royal Haymarket London.